# Tricomaria usillo
Tricomaria usillo är en tvåhjärtbladig växtart som beskrevs av William Jackson Hooker och Arn.. Tricomaria usillo ingår i släktet Tricomaria och familjen Malpighiaceae. Inga underarter finns listade i Catalogue of Life.

## Bildgalleri

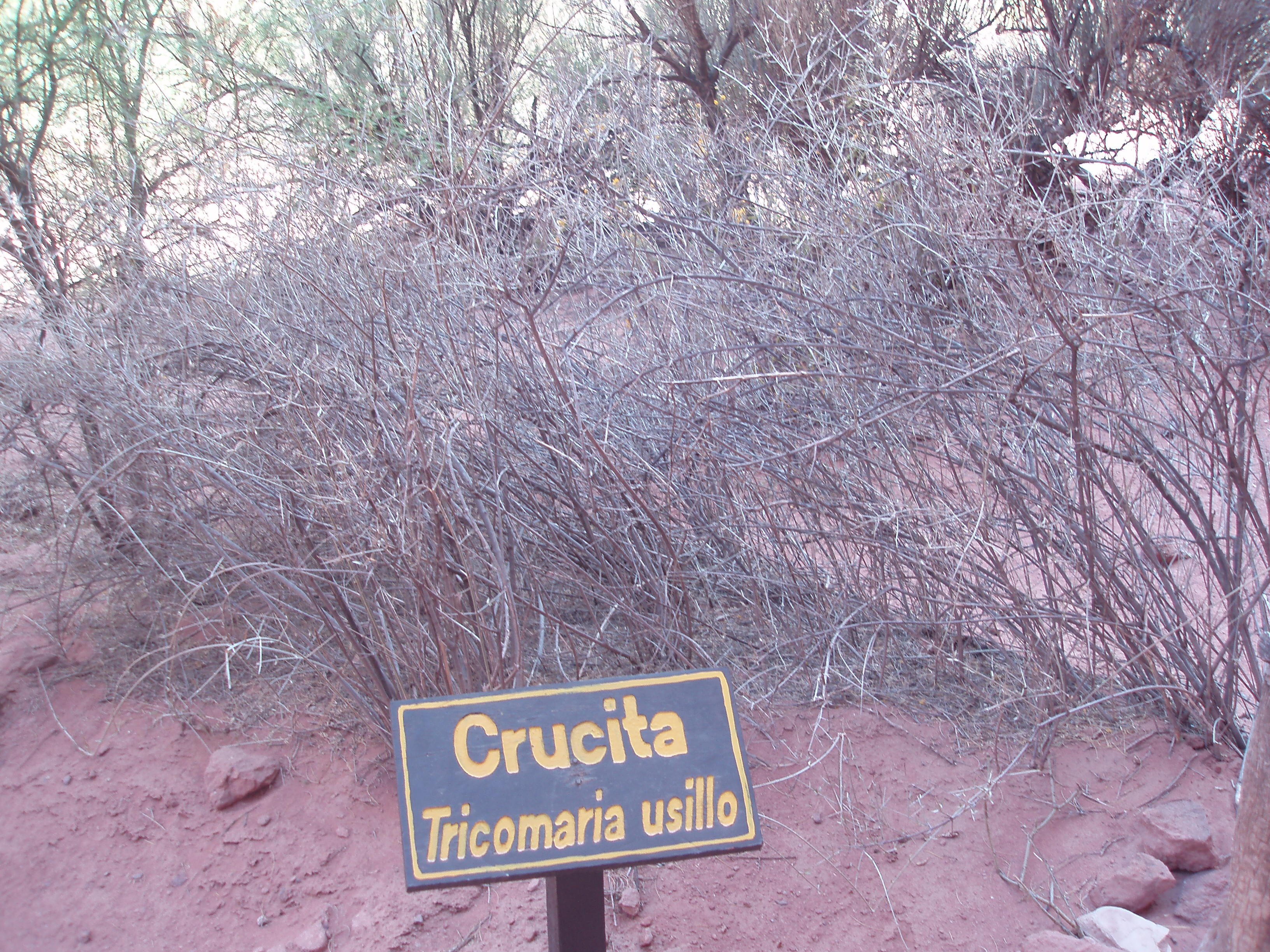